# Paradoxophyla palmata
Paradoxophyla palmata är en groddjursart som först beskrevs av Jean Guibé 1974.  Paradoxophyla palmata ingår i släktet Paradoxophyla och familjen Microhylidae. IUCN kategoriserar arten globalt som livskraftig. Inga underarter finns listade i Catalogue of Life.